# نام إي
نام إي (بالهانغل: 남이 / بالهانجا: 南怡 - ولد في 1441 ومات في 27 أكتوبر 1468) كان جنرالاً عسكرياً وشاعراً وسياسياً من عهد سلالة جوسون.

## حياته
جده هو نام هي (남휘 / 南暉) ووالدته هي الأميرة الملكية جونغسونغ (정선공주 / 貞善公主) ابنة الملك تايجونغ من زوجته الملكة وونغيونغ، وتزوج من ابنة غوون رام (권람 / 權擥). يعود نسبه لعشيرة ويريونغ نام (의령 남씨).
عندما تولى الملك ييجونغ الحكم كَشَفَ وزير الحرب الرابع عن مؤامرة ضد الملك واتهم بها نام إي، وأنه كان يخطط لوضع ابن أحد أحفاد الملك تايجونغ على العرش، وانتهت هذه الاتهامات بإعدام أربعين رجلاً.

## الأسرة
- الجد: نام هي (남휘 / 南暉).
  - الأب: نام بن (남빈 / 南份).
  - الأم: الأميرة جونغسونغ.
    - الزوجة: ابنة غوون رام من عشيرة أندونغ غوون، وأنجبت:
      - ابنة: نام غلغم (남구을금 / 南求乙金).

    - محظية: تاك مُن آه (탁문아 / 卓文兒).
    - محظية: إي دوك (이덕 / 李德).

## التصوير الحديث

### المسلسلات
- مسلسل هان ميونغ هوي من قناة KBS في سنة 1994 وقام بدوره كم غيونغ أنغ.
- مسلسل الملك والملكة من قناة KBS بين سنة 1998 وسنة 2000 وقام بدوره جونغ وي غاب.
- مسلسل الملكة إنسو من قناة JTBC بين سنة 2011 وسنة 2012 وقام بدوه جي سنغ هيون.

### الأفلام
- فلم الجنرال نام إي، وعرض في سنة 1964 وقام بدوره شن يونغ غيُن.